# Otto Bula
Otto Nicolás Bula Bula (Sahagún,siglo XX) es un político, ganadero y caballista colombiano.
Fue senador de la república (1998-2002), y estuvo involucrado en el caso de corrupción relacionado con la empresa Odebrecht. Bula fue capturado en enero de 2017 por su parte en el escándalo de corrupción en Odebrecht, le fueron imputados los delitos de cohecho y enriquecimiento ilícito, por lo que fue condenado a 5 años de prisión y obligado a pagar una millonaria multa.

## Trayectoria política
Bula es de extracción humilde y campesina, y en su juventud fue productor de queso artesanal en una lechería instalada en el tradicional barrio de Pocheche en el municipio de Sahagún, Córdoba.
Bula se inició en la política en la década de 1990, de la mano del dirigente antioqueño Mario Uribe Escobar, primo del entonces senador, y luego gobernador de Antioquia, Álvaro Uribe Vélez. Fue Otto quien llevó a Uribe a que se adentrara en la política regional y los negocios de su natal Sahagún en Córdoba, con la compra de tierras para la producción ganadera de lechería, pero también con la asociación a grupos paramilitares que operaban en la región de los departamentos de Córdoba, Sucre y Bolívar, región de los Montes de María. Otto Bula se convirtió en un testaferro de Mario Uribe en Córdoba.

### Senador de la República (1998-2002)
A finales de la década de 1990, Mario Uribe decidió apoyar a Bula en la política de Córdoba y enfrentar a los políticos tradicionales fuertes locales. Uribe Escobar fue elegido como senador al Congreso de la República de Colombia en las Elecciones legislativas de Colombia de 1998 con Bula como su segundo renglón o reemplazante. Debido a las relaciones de Uribe Escobar con los paramilitares y el desplazamiento de tierras, Uribe Escobar fue destituido del Congreso. Como primo del entonces Presidente de la República, Álvaro Uribe, el caso de Uribe Escobar tuvo mucha cobertura mediática, y luego fue condenado por la Corte Suprema de Justicia de Colombia a siete años de prisión por "promover grupos armados al margen de la ley".

### Caso Odebrecht y captura
Bula fue capturado en enero de 2017, luego de que un informe del Departamento de Justicia de Estados Unidos diera a conocer el escándalo de sobornos por contratos en los que incurría la empresa brasileña Odebrecht en varios países latinoamericanos. El representante legal de Odebrecht en Colombia Yesid Augusto Arocha Alarcón, delató a Bula, y aseguró que Bula empezó a trabajar para Odebrecht como comisionista de contratos en el 2013. Bula se dedicó a hacer cabildeo en las Comisiones Económicas del Congreso de la República para que Odebrecth obtuviera el contrato mediante la Concesionaria Ruta del Sol S.A.S para construir la adición vía Ocaña-Gamarra del proyecto la Ruta del Sol II (Vías de tercera generación entre los departamentos de Norte de Santander y Cesar). A Bula le prometieron una comisión de USD$ 4,6 millones de dólares si lograba obtener el proyecto.
Tras su captura, Bula empezó a colaborar con la justicia colombiana para determinar la red de sobornos pagados por Odebrecht a funcionarios, particulares y políticos corruptos que accedieron a darles contratos de infraestructura en Colombia. Con la indagatoria a Bula, las autoridades colombianas lograron determinar que Odebrecht sobornó a funcionarios colombianos por un monto cercano a los COP$ 65.000 millones de pesos.
Bula salpicó en el escándalo a los senadores Bernardo Elías y Antonio José Guerra.
El 5 de febrero de 2020, Bula fue condenado a 5 años y 5 meses de prisión y a pagar una multa de COP$ 6.600 millones de pesos, luego de realizar un preacuerdo con la Fiscalía General de la Nación.  La justicia también le impuso "82 meses de inhabilidad para ejercer cargos públicos o contratar con el Estado", y le negó la posibilidad de obtener prisión domiciliaria.
Bula fue enviado a la cárcel La Picota en Bogotá, donde compartió celda con sus coterráneos Musa Besayle y Bernardo Elías. Fue liberado el 20 de mato de 2022 tras cumplir su pena de 5 años y 5 meses de prisión, de los cuales 1 año y medio fue purgado en casa por cárcel.